# 北方町北久保山
北方町北久保山（きたかたまちきたくぼやま）は、宮崎県延岡市の町名である。2025年１月1日現在、人口60人（男29人、女31人）、世帯29世帯である。郵便番号は、882-0129、番地につく干支は「子」である。

## 地理
延岡市の西部、旧北方町の中部に位置する。町域の北東部を曽木川が流れる。かつては高千穂鉄道が町域を通過していた。
北を北方町うそ越（子）、東を北方町曽木（子）、南を北方町南久保山（子・卯）と接する。

## 歴史

### 沿革
- 2007年3月31日 - 北方町が延岡市に編入。「子」のうち、通称地名「北久保山」をもって「北方町北久保山」が設置される。

## 小・中学校の学区
公立小・中学校の通学域は以下の通り。
小・中一貫校
- 延岡市立北方学園

## 交通

### 道路
- 九州中央自動車道（北方延岡道路） - 北方インターチェンジ